# Leonardo Padura Fuentes
Leonardo Padura Fuentes (Havana, 9 de outubro de 1955) é um escritor e jornalista cubano, considerado um dos mais importantes de seu país. 
Padura assumiu a cadeira de literatura latino-americana na Universidade de Havana. Destacou-se como jornalista investigativo e, depois, como ensaísta, roteirista e autor de novelas policiais.
Seu livro Paisaje de otoño conquistou o Prêmio Hammett (uma homenagem a Dashiell Hammett, autor de O Falcão Maltês) da International Association of Crime Writers — que não deve ser confundido com o prêmio homônimo concedido pela filial estadunidense da associação a autores nascidos nos Estados Unidos e Canadá.
Sua tetralogia Las cuatro estaciones, com histórias do detetive Mario Conde, começou a ser publicada em inglês. Os livros são:
- Pasado perfecto ("Havana Blue", 2007), 1991
- Vientos de cuaresma ("Havana Yellow", 2008)), 1994
- Mascaras ("Havana Red", 2005), 1997
- Paisaje de otoño ("Havana Black", 2006), 1998.

Padura publicou também dois livros subsequentes apresentando o detetive Conde: Adios Hemingway e La neblina del ayer. Seu livro mais celebrado, de 2009, é "O homem que amava os cachorros", um romance em que os protagonistas são o revolucionário russo León Trotsky e aquele que o assassinou, Ramón Mercader. Em 2018, publica La transparencia del tiempo, pela editora Tusquets (série Mario Conde).
Seu último livro publicado é "Hereges", mais um com o detetive Mário Conde, onde ele precisa descobrir o que aconteceu com um quadro de Rembrandt e o paradeiro de uma adolescente rica de Havana.
Livros seus já foram traduzidos para o italiano, o alemão e o português.

## Livros

### Série Mario Conde

#### Tetralogiade las Cuatro Estaciones
1. Pasado perfecto, 1991
2. Vientos de cuaresma, 1994
3. Máscaras, 1997
4. Paisaje de otoño, 1998

- Adiós Hemingway, 2001;
- La neblina del ayer, 2005
- La cola de la serpiente, 2011
- Herejes, 2013
- La transparencia del tiempo, 2018

### Outros
- Fiebre de caballos, 1988
- La novela de mi vida, 2002
- El hombre que amaba a los perros, 2009
- Como polvo en el viento,  2020

### Contos
- Según pasan los años, 1989
- El cazador, 1991
- La puerta de Alcalá y otras cacerías, 1998
- El submarino amarillo, 1966-1991,
- Nueve noches con Amada Luna, 2006
- Mirando al sol, 2009
- Aquello estaba deseando ocurrir, 2015.

### Roteiros
- Yo soy del son a la salsa (1996)  documentário
- Malavana (2002)
- Siete días en La Habana (2011)
- Regreso a Ítaca (2014).  baseado no  La novela de mi vida.
- Cuatro estaciones en La Habana (2016) minissérie

### Livros editados em português (Portugal)
- Adeus, Hemingway
- Morte em Havana (Máscaras)
- A neblina do passado
- Paisagem de Outono
- O Romance da Minha Vida
- Um Passado Perfeito
- Ventos de Quaresma
- O Homem Que Amava os Cachorros
- Hereges (2015)